# Energia libera di Gibbs

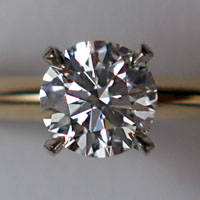
La reazione c_{(s)} diamante → c_{(s)} grafite ha un cambiamento negativo nell'energia libera di Gibbs e pertanto è spontanea a 25 °C e 1 atm. La reazione avviene troppo lentamente per essere osservata in quanto la sua energia di attivazione è molto elevata. Il fatto che una reazione sia spontanea non dà nessuna informazione sulla velocità con cui questa avviene.

L'energia libera di Gibbs (pronuncia: ɡɪbz) (o entalpia libera) è una funzione di stato usata in termodinamica e termochimica per rappresentare l'energia libera nelle trasformazioni isotermobariche (cioè a pressione e temperatura costante, come per la maggior parte delle reazioni chimiche), che determina la spontaneità di una reazione.
Questa funzione di stato permette di determinare il lavoro utile ottenibile nella trasformazione di un sistema termodinamico a pressione e temperatura costante. La funzione equivalente in meccanica è l'energia potenziale che rappresenta la possibilità di fare lavoro: in maniera simile l'energia libera di Gibbs è la massima quantità di lavoro, non dovuto all'espansione meccanica, che può essere estratta da un sistema chiuso (cioè un sistema che scambia calore e lavoro con il mondo esterno, ma non scambia materia). 
Tale massimo lavoro può essere ottenuto solo se le trasformazioni sono reversibili. Un sistema termodinamico a pressione e temperatura costante raggiunge l'equilibrio termodinamico quando l'energia libera di Gibbs raggiunge il minimo.

## Definizione
L'energia libera di Gibbs {\displaystyle G\;} è definita come l'opposto della trasformata di Legendre dell'entalpia {\displaystyle H} rispetto all'entropia {\displaystyle S}:
{\displaystyle G(T,p,\mathbf {n} )=-H^{\star }(S,p,\mathbf {n} )=-{\frac {\partial {H}}{\partial {S}}}S+H=H-TS}.
dove {\displaystyle T} è la temperatura. Quest'ultima equivalenza segue dalla definizione di entropia.
In effetti essendo l'entalpia a sua volta l'opposto della trasformata dell'energia interna {\displaystyle U} in base al primo principio della termodinamica, {\displaystyle G} rappresenta la trasformata dell'energia interna rispetto all'entropia e al volume {\displaystyle V}:
{\displaystyle G(T,p,\mathbf {n} )=-U^{\star }(S,V,\mathbf {n} )=U-{\frac {\partial {U}}{\partial {S}}}S-{\frac {\partial {U}}{\partial {V}}}V=U+pV-TS}
Infine per essere esaustivi si può anche considerare l'opposto della trasformata dell'energia libera di Helmholtz {\displaystyle A} rispetto al volume, in base al primo principio della termodinamica:
{\displaystyle G(T,p,\mathbf {n} )=-A^{\star }(T,V,\mathbf {n} )=A-{\frac {\partial {A}}{\partial {V}}}V=A+pV}
L'entalpia risulta pertanto una grandezza termodinamica estensiva.

## Applicazione a gas ideali
Si consideri un sistema materiale costituito da una mole di gas ideale che passi reversibilmente da uno stato con energia libera {\displaystyle G_{1}} ad uno stato finale con energia libera {\displaystyle G_{2}}. Come già visto si ha
{\displaystyle \operatorname {d} \!G=-\delta L_{u}+V\operatorname {d} \!p-S\operatorname {d} \!T}
ma in questo caso l'unica forma di lavoro fornita dal sistema è di tipo meccanico {\displaystyle (p\operatorname {d} \!V)}, per cui si ha
{\displaystyle \operatorname {d} \!G=V\operatorname {d} \!p-S\operatorname {d} \!T}
Se il processo è isotermo, {\displaystyle \operatorname {d} \!T=0} e {\displaystyle \operatorname {d} \!G=V\operatorname {d} \!p}. Ricavando il volume dall'equazione di stato dei gas perfetti, l'espressione diventa
{\displaystyle \mathrm {d} G={\frac {RT}{p}}\mathrm {d} p}
che integrando tra {\displaystyle p_{0}} e {\displaystyle p_{finale}}, diventa
{\displaystyle \Delta G=G_{2}-G_{1}=RT\ln {\frac {p}{p_{0}}}}.
Se lo stato iniziale è quello standard, possiamo indicare {\displaystyle G_{1}} come {\displaystyle G^{o}} e {\displaystyle P_{0}} vale 1 bar. Quindi, generalizzando, si ottiene l'espressione dell'energia libera standard
{\displaystyle G=G^{o}+RT\;\ln {p}} (per n moli di gas diventa {\displaystyle nG=nG^{o}+nRT\;\ln {p}}).
È importante notare due fattori: l'energia libera {\displaystyle (G)} di un gas è funzione della temperatura e della pressione mentre l'energia libera standard dipende solo dalla temperatura. Inoltre il termine {\displaystyle P} è in realtà adimensionale, essendo frutto di un rapporto con una pressione unitaria.
Nel caso di un gas reale la fugacità sostituisce la pressione. La relazione precedentemente descritta è valida anche nei riguardi della materia condensata, nella forma
{\displaystyle G=G^{o}+RT\;\ln {a}}
dove {\displaystyle a} è l'attività.
Su queste basi fu elaborata l'equazione di Van't Hoff, che permette di calcolare la variazione di energia libera di una reazione chimica in funzione delle concentrazioni e della costante d'equilibrio.

## Relazione con il lavoro utile
Supponiamo di voler ottenerne lavoro utile tramite una pila. Il lavoro utile si differenzia dal lavoro accidentale, legato alla variazione del numero di moli gassose di prodotti e reagenti. Tale lavoro assume valore massimo in condizioni di reversibilità. Supponendo di realizzare tale condizione ideale con l'opposizione di una differenza di potenziale da parte di una batteria, in modo che si abbia una differenza infinitesima rispetto alla forza elettromotrice, il lavoro {\displaystyle L} messo in gioco è
{\displaystyle \operatorname {d} \!L=\delta L_{u}+p\operatorname {d} \!V}
Applicando il primo principio della termodinamica si ottiene
{\displaystyle \operatorname {d} \!U=\delta Q_{rev}-\delta L_{u}-p\operatorname {d} \!V}
ma {\displaystyle \operatorname {d} \!Q_{rev}=T\operatorname {d} \!S}, per cui il primo principio della termodinamica diventa
{\displaystyle \operatorname {d} \!U=T\operatorname {d} \!S-\delta L_{u}-p\operatorname {d} \!V}
sostituendo questa espressione di {\displaystyle \operatorname {d} \!U} nel differenziale di {\displaystyle G} esplicitato, {\displaystyle \operatorname {d} \!G=\operatorname {d} \!U+p\operatorname {d} \!V+V\operatorname {d} \!p-T\operatorname {d} \!S-S\operatorname {d} \!T}, si ottiene
{\displaystyle \operatorname {d} \!G=T\operatorname {d} \!S-\delta L_{u}-p\operatorname {d} \!V+p\operatorname {d} \!V+V\operatorname {d} \!p-T\operatorname {d} \!S-S\operatorname {d} \!T}
che semplificata diventa
{\displaystyle \operatorname {d} \!G=-\delta L_{u}+V\operatorname {d} \!p-S\operatorname {d} \!T}
nelle normali condizioni di laboratorio la temperatura e la pressione sono costanti, per cui
{\displaystyle \operatorname {d} \!G_{rev}=-\delta L_{u}}
Il lavoro elettrico è uguale all'energia elettrica degli elettroni circolanti, cioè al loro numero {\displaystyle N} per la loro carica per la forza elettromotrice della pila {\displaystyle E}, quindi:
{\displaystyle \Delta G=-Nq_{e}E}

## Relazione con il potenziale chimico
Il potenziale chimico è definito come l'energia libera di Gibbs parziale molare:
{\displaystyle {\frac {\partial G}{\partial n}}=\mu (T,p)}
Perciò il differenziale dell'energia libera di Gibbs:
{\displaystyle {\mbox{d}}G(T,p,n)=-{\frac {\partial G}{\partial T}}{\mbox{d}}T+{\frac {\partial G}{\partial p}}{\mbox{d}}p+{\frac {\partial G}{\partial n}}{\mbox{d}}n}
si esprime solitamente come:
{\displaystyle {\mbox{d}}G(T,p,n)=-S{\mbox{d}}T+V{\mbox{d}}p+\mu {\mbox{d}}n}.

## Relazione con la funzione di partizione
L'energia libera di Gibbs, così come le altre variabili termodinamiche, sono correlate alla funzione di partizione canonica:
{\displaystyle G=-k_{B}T\ln Z+k_{B}TV{\frac {\partial \ln Z}{\partial V}}}
dove
- {\displaystyle V} è il volume
- {\displaystyle T} è la temperatura
- {\displaystyle k_{B}} è la costante di Boltzmann
- {\displaystyle Z} è la funzione di partizione canonica

## Applicazione a isotermobariche
La disuguaglianza di Clausius impone che:
{\displaystyle \operatorname {d} \!Q\leq T\operatorname {d} \!S}
dove {\displaystyle \ Q} è il calore scambiato dal sistema e {\displaystyle \ T} la temperatura a cui viene scambiato (quella del laboratorio ad esempio). L'equazione precedente si può riscrivere in una isobara e in assenza di altre forme di accumulo di energia o lavoro come:
{\displaystyle \operatorname {d} \!H-T\operatorname {d} \!S\leq 0}
Se la trasformazione è isoterma si può portare la temperatura nel differenziale:
{\displaystyle \operatorname {d} \!H-\operatorname {d} (TS)\leq 0}
quindi si ha che:
{\displaystyle \operatorname {d} \!G\leq 0}
Questo risultato è notevolmente impiegato anche nello studio delle reazioni chimiche in ambiente, nella forma integrale: {\textstyle \Delta G=\sum _{i}G_{i}\leq 0}, dove per i reagenti viene sommata l'opposto dell'energia libera. 
Riassumendo, questa relazione indica che nelle trasformazioni a temperatura e pressione costanti l'energia libera di Gibbs diminuisce per un processo spontaneo (differenziale negativo) mentre è ad un valore minimo (differenziale nullo) per un processo reversibile, cioè in condizioni di equilibrio. Questo criterio è molto importante, in quanto di solito le trasformazioni nell'ambiente naturale ed in laboratorio avvengono a temperatura e pressione costante (piuttosto che a volume costante): è per questo che la funzione di Gibbs è più utilizzata rispetto a quella di Helmholtz. L'equazione di Gibbs-Helmholtz esprime la dipendenza dell'energia libera dalla temperatura.

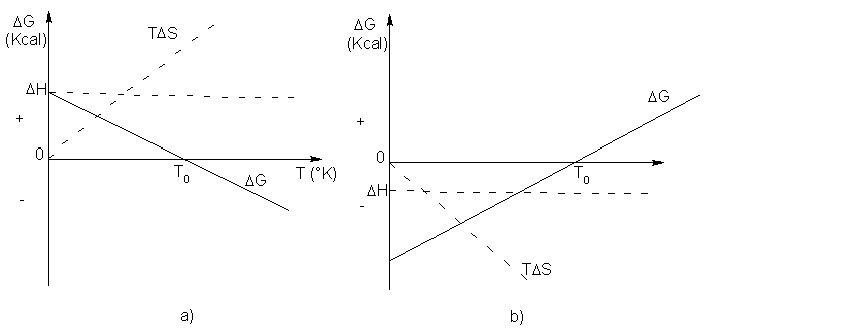
Due grafici che mostrano qualitativamente la variazione di energia libera e la spontaneità di una reazione. Nel caso a) siamo in presenza di una endotermica disordinante mentre nel caso b) la reazione è reazione esotermica ordinante. La variazione di entalpia e la variazione di entropia sono state considerate indipendenti dalla temperatura. Nel punto la reazione è in equilibrio.

In chimica un fenomeno come l'osmosi è un esempio di processo spontaneo ({\displaystyle \Delta G<0}) mentre l'elettrolisi richiede il compimento di un lavoro elettrico perché implica reazioni non spontanee ({\displaystyle \Delta G>0}). Una reazione che raggiunge l'equilibrio possiede {\displaystyle \Delta G=0}: una pila si scarica quando la reazione chimica che sfrutta per produrre energia elettrica raggiunge l'equilibrio.
È interessante notare come l'energia libera di Gibbs sia un indice della spontaneità di una reazione chimica.
Vi sono infatti 3 casi:
- {\displaystyle \Delta G=0}: la reazione è già avvenuta e il sistema è all'equilibrio.
- {\displaystyle \Delta G<0}: la reazione avviene spontaneamente ed è irreversibile.
- {\displaystyle \Delta G>0}: la reazione avviene spontaneamente nel senso opposto.

Chiedere che una reazione chimica spontanea implichi un aumento dell'energia libera di Gibbs è come chiedere che un corpo aumenti spontaneamente la sua energia potenziale in un campo gravitazionale.
Normalmente viene utilizzata l'energia di Gibbs molare standard, simbolo {\displaystyle \Delta G^{\circ }}, relativa agli stati standard dei reagenti e dei prodotti
{\displaystyle \Delta G^{\circ }=\Delta H^{\circ }-T\Delta S^{\circ }}
Si definisce stato standard di una sostanza lo stato di aggregazione più stabile (attività unitaria) alla pressione di stato standard, {\displaystyle p^{\circ }=10^{5}\;\mathrm {Pa} }, e alla temperatura che si sta considerando. L'energia libera degli elementi nei loro stati standard assume valore uguale a zero. Qualora non fosse noto il {\displaystyle \Delta G^{\circ }} di una reazione, conoscendo il {\displaystyle \Delta G^{\circ }} di opportune reazioni è possibile calcolare la differenza di energia libera molare standard di formazione combinando, tramite artificio matematico, queste reazioni (legge di Hess). Ciò è lecito, visto che il {\displaystyle \Delta G^{\circ }} è una funzione di stato.

### Equilibrio chimico
Consideriamo la generica reazione in fase gassosa:
{\displaystyle {\ce {a \, A (g) + b \, B (g) <=> c \, C(g) + d \, D (g)}}}
La variazione di energia libera di Gibbs totale risulta
{\displaystyle \Delta _{\mathrm {r} }G=G_{\text{prodotti}}-G_{\text{reagenti}}\ }
I singoli termini delle energie libere di Gibbs parziali molari (potenziali chimici) {\displaystyle \mu _{i}} dei vari componenti della miscela di reazione, moltiplicati per i rispettivi coefficienti stechiometrici valgono:
{\displaystyle a\,\mu _{A}=a\,\mu _{A}^{\circ }+a\,R\,T\,\mathrm {ln} \,p_{A}}
{\displaystyle b\,\mu _{B}=b\,\mu _{B}^{\circ }+b\,R\,T\,\mathrm {ln} \,p_{B}}
{\displaystyle c\,\mu _{C}=c\,\mu _{C}^{\circ }+c\,R\,T\,\mathrm {ln} \,p_{C}}
{\displaystyle d\,\mu _{D}=d\,\mu _{D}^{\circ }+d\,R\,T\,\mathrm {ln} \,p_{D}}
rimanendo inteso che gli argomenti dei logaritmi sono adimensionali in quanto {\displaystyle a_{i}={\frac {p_{i}}{p_{i}^{\circ }}}}, per le varie specie aeriformi partecipanti all'equilibrio, con {\displaystyle p_{i}^{\circ }=1\;\mathrm {bar} =10^{5}\;\mathrm {kPa} } allo stato standard.
Calcolando quindi la variazione complessiva si ottiene:
{\displaystyle \Delta _{\mathrm {r} }G=c\,\mu _{C}^{\circ }+d\,\mu _{D}^{\circ }-a\,\mu _{A}^{\circ }-b\,\mu _{B}^{\circ }+R\,T\,\mathrm {ln} \left({\frac {p_{C}^{c}\,p_{D}^{d}}{p_{A}^{a}\,p_{B}^{b}}}\right)}
La somma algebrica pesata sui coefficienti stechiometrici dei potenziali chimici standard {\displaystyle \mu _{i}^{\circ }} oppure delle energie libere standard di formazione, {\displaystyle \Delta _{\mathrm {f} }G^{\circ }}, sono per definizione la variazione di energia libera standard di reazione {\displaystyle \Delta _{\mathrm {r} }G^{\circ }}. Per cui si può scrivere l'equazione isoterma di van't Hoff:
{\displaystyle \Delta _{\mathrm {r} }G=\Delta _{\mathrm {r} }G^{\circ }+R\,T\,\mathrm {ln} \left({\frac {p_{C}^{c}\,p_{D}^{d}}{p_{A}^{a}\,p_{B}^{b}}}\right)}
{\displaystyle \Delta _{\mathrm {r} }G=\Delta _{\mathrm {r} }G^{\circ }+RT\ln Q_{p}}
Per definizione, in condizioni di equilibrio {\displaystyle \Delta G=0}: l'argomento del logaritmico, {\displaystyle \mathbf {Q} }, noto come quoziente di reazione e che esprime lo stato del sistema nelle condizioni attuali (non standard e non di equilibrio), è in questo caso uguale alla costante d'equilibrio. Quindi si ricava l'utile relazione:
{\displaystyle \Delta _{\mathrm {r} }G^{\circ }=-RT\ln K_{p}}
Per la materia in fase condensata, si devono usare le attività invece delle pressioni parziali, e l'espressione per il calcolo dell'energia di Gibbs assume la forma:
{\displaystyle \Delta _{\mathrm {r} }G=\Delta _{\mathrm {r} }G^{\circ }+RT\ln \left({\frac {a_{C}^{c}\,a_{D}^{d}}{a_{A}^{a}\,a_{B}^{b}}}\right)=\Delta _{\mathrm {r} }G^{\circ }+RT\ln Q}
{\displaystyle \Delta _{\mathrm {r} }G^{\circ }=-RT\ln K.}